# Taiarapu-Ouest
Taiarapu-Ouest ist eine Gemeinde auf Tahiti Iti, der östlichen und kleineren Halbinsel der Insel Tahiti in Französisch-Polynesien. Sie besteht aus drei Teilgemeinden (Communes associées).
Teahupoʻo war vormals eine eigenständige Gemeinde und ist für das dortige Windsurfrevier bekannt.

## Ortschaften (communes associées)
| commune associée        | Fläche km² | Einwohner 2022 | Bevölkerungs- dichte (Einwohner pro km²) |
| ----------------------- | ---------- | -------------- | ---------------------------------------- |
| Teahupoʻo               | 57,0       | 1455           | 25,53                                    |
| Toʻahotu                | 21,9       | 3925           | 179,22                                   |
| Vairaʻo                 | 25,4       | 2991           | 117,76                                   |
| Gemeinde Taiarapu-Ouest | 104,3      | 8471           | 81,22                                    |